# Mallos mians
Espèce
Synonymes
- Dictyna mians Chamberlin, 1919

Mallos mians est une espèce d'araignées aranéomorphes de la famille des Dictynidae.

## Distribution
Cette espèce se rencontre aux États-Unis en Californie, en Arizona et au Nevada et au Mexique en Basse-Californie entre 600 et 1 500 m d'altitude,,.

## Description
Les mâles mesurent de 2,72 à 3,84 mm et les femelles de 3,64 à 4,32 mm.

## Publication originale
- Chamberlin, 1919 : New Californian spiders. Journal of Entomology and Zoology, Claremont, vol. 12, p. 1-17.